# Simon Hantaï
Simon Hantaï (Biatorbágy, 7 de desembre del 1922 – París, 12 de setembre del 1985) era un pintor abstracte franco-hongarès
Estudià Belles Arts a Budapest, Itàlia i França.
És el pare dels músics Marc, Jérôme i Pierre Hantaï.